# 屶網さら
屶網 さら（なたみ さら、2000年11月6日 - ）は、日本の女子レスリング選手。大阪府出身。階級は57kg級と59㎏級。妹は同じレスリング選手の屶網瑠夏。

## 来歴
エンジョイクラブでレスリングを始めた。小学生の時には全国大会で何度も優勝を果たした。寝屋川第五中学3年の時に全国中学生選手権で優勝した。至学館高校1年の時にはインターハイと全日本選抜選手権で3位になった。3年の時にはアジア選手権で2位だった。2019年に至学館大学へ入学すると、全日本選手権59㎏級で優勝した。3年の時には全日本選手権と全日本学生選手権で優勝した。4年の時には全日本選手権と全日本選抜選手権で2位だったが、全日本学生選手権で2連覇すると、アジア選手権でも優勝した。2023年には至学館クラブの所属となると、U-23世界選手権で優勝した。

## 主な戦績
- 2013年 -　ジュニアクイーンズカップ 中学生の部　3位（44kg級）
- 2013年 -　全日本女子オープン選手権（中学生の部）　優勝（44kg級）

以降は52kg級での戦績
- 2014年 -　ジュニアクイーンズカップ 中学生の部　3位
- 2014年 -　JOC杯カデットの部　3位（46kg級）
- 2014年 -　全国中学生選手権　2位
- 2014年 -　全日本女子オープン選手権（中学生の部）2位（48kg級）
- 2014年 -　全国中学選抜選手権　2位
- 2015年 -　JOC杯カデットの部　3位
- 2015年 -　全国中学生選手権　優勝
- 2015年 -　全日本女子オープン選手権（中学生の部）優勝
- 2016年 -　クリッパン女子国際大会　カデットの部　2位
- 2016年 -　ジュニアクイーンズカップ カデットの部　3位（56kg級）
- 2016年 -　JOC杯カデットの部　3位（56kg級）
- 2016年 -　全日本選抜選手権　3位（55kg級）
- 2016年 -　インターハイ　3位（60kg級）
- 2018年 -　アジア選手権　2位（57kg級）
- 2018年 -　ジュニアクイーンズカップ ジュニアの部　2位（62kg級）

以降は59㎏級での戦績
- 2019年 -　全日本女子オープン選手権（シニアの部）　優勝
- 2019年 -　全日本選手権　優勝
- 2021年 -　全日本学生選手権　優勝
- 2021年 -　全日本選手権　優勝
- 2022年 -　アジア選手権　優勝
- 2022年 -　全日本選抜選手権　2位
- 2022年 -　全日本学生選手権　優勝

以降は57㎏級での戦績
- 2022年 -　全日本選手権　2位（57kg級）
- 2023年 -　ダン・コロフ－ニコラ・ペトロフ国際大会　優勝（59kg級）
- 2023年 -　ジュニアクイーンズカップ U23の部　2位
- 2023年 -　全日本選抜選手権　3位
- 2023年 - U-23世界選手権　優勝
- 2024年 -　全日本選手権　優勝
- 2025年 -　アジア選手権 優勝

（出典）